# The Staff of Karnath
The Staff Of Karnath è un videogioco di avventura dinamica per Commodore 64 pubblicato dalla Ultimate Play The Game nel 1984. Si tratta del primo capitolo di una serie di videogiochi che hanno per protagonista l'avventuriero aristocratico Sir Arthur Pendragon.

## Sviluppo
The Staff of Karnath fu sviluppato dai fratelli Dave e Bob Thomas, che lo realizzarono di propria iniziativa e poi lo presentarono alla Ultimate, all'epoca la più prestigiosa editrice britannica. L'offerta fu subito accettata e i Thomas ottennero un contratto con la Ultimate anche per i successivi tre giochi, per i quali fu data loro piena libertà nello sviluppo.

## Serie
The Staff of Karnath diede inizio alla saga di Sir Arthur Pendragon, tutta sviluppata da Dave e Bob Thomas per la Ultimate e tutta esclusiva per Commodore 64. Sir Arthur divenne un personaggio di primaria importanza nell'ambito dei videogiochi per C64, e un personaggio famoso dei videogiochi della sua epoca al pari di Sabreman della stessa Ultimate.
- The Staff of Karnath (1984)
- Entombed (1985)
- Blackwyche (1985)
- Dragon Skulle (1985)